# Número de cruzamentos (teoria dos nós)

Nó de trevo sem simetria e com 3 cruzamentos marcadas.

Uma tabela de todos os nós primos com sete números de cruzamento ou menos (não incluindo nós quirais).

Na campo matemático da teoria dos nós, o número de cruzamentos de um nó é o menor número de passagens de qualquer diagrama do nó. São nós invariantes.

## Exemplos
Por exemplo, o nó trivial não possui cruzamentos, já o nó de trevo e o nó figura oito possuem 3 e 4 cruzamentos, respectivamente. Não existem outros nós com o número de cruzamentos inferior, e apenas dois nós têm cinco cruzamentos, sabe-se também que o número de nós, com um determinado número de cruzamento, aumenta à medida que o número cruzamentos aumenta.

## Tabulação
As tabelas de nós primos tradicionalmente são indexadas pelo número de cruzamento, com um índice para indicar qual determinado nó possui o mesmo número de cruzamentos que outro nó, porém apresentam cruzamentos destintos (esta sub-ordenação não é baseada em nada em particular, exceto que os nós torais e os nós de torção estão listados primeiro). A lista vai de 31 (o nó de trevo), 41 (nó figura oito ), 51, 52, 61, etc. Esta ordem não foi alterada significativamente desde Peter Guthrie Tait que publicou um apuramento de nós, em 1877.

## Aditividade
Houve muito pouco progresso no entendimento do comportamento no número de cruzamentos, sob operações rudimentares de nós. Uma grande questão em aberto é se o número de cruzamentos  é aditivo ao se tirar somas conectadas. Também é esperado que um satélite de um nó K deve ter maior número de travessia  de K, mas isto não foi comprovado.
A aditividade do número do cruzamento sob a soma conectada foi provada para casos especiais, por exemplo se os summands são nós alternados (ou, mais geralmente, nós adequados), ou se o summands são nós torais. Marc Lackenby também tem dado uma prova de que existe uma constante N > 1, tais que {\displaystyle {\frac {1}{N}}(\mathrm {cr} (K_{1})+\mathrm {cr} (K_{2}))\leq \mathrm {cr} (K_{1}+K_{2})} mas seu método, que utiliza superfícies normais, não é possível para N igua a 1.

## Aplicações em bioinformática
Há ligações entre o número de cruzamento de galhas e o comportamento físico de nós de DNA . Para os  nós primos de DNA , o número de cruzamentos é um bom preditor da velocidade relativa do nó de DNA em eletroforese em gel de agarose. Basicamente, quanto maior o número de cruzamentos, mais rápida é a velocidade relativa. Para o nós primos, este não parece ser o caso, embora as condições experimentais podem alterar significativamente os resultados.

## Constantes relacionadas
São relacionados os conceitos de número médio de travessia e número assintótico de travessia. Ambas quantidades vinculadas ao padrão de número de cruzamentos. Número assimptótico de travessia é conjeturada para ser igual ao número de cruzamentos